# الجبيلة
حي الجبيلة هو حي من أحياء حلب القديمة (قرب قلعة حلب) الواقعة شمال سورية. نشأ الحي داخل أسوار حلب القديمة، فوق «تلة حوارية». وهو حي شعبي ذو عمارة حلبية وما زال محافظاً على نسيجه العمراني القديم.

## الجغرافيا
يحدها جنوبا حارة البياضة وشرقا خندق البلدة الذي صار الآن شارع وشمالا حارة خان السبيل وغربا شاهين بك ومستدام بك.

## أصل التسمية
الجبيلة تصغير جبلة والمراد بها المقبرة لأن شرقيها ناشز كالجبل الصغير أو هي الكلتاوية الكبرى وما جاورها فإن تلك البقعة عالية كالجبل الصغير وهي من إطلاق اسم الجزء على الكل ومن الناس من يسمي هذه المحلة بالجبيل تصغير جبل. تسمى محلة «الجبيلة» أيضاً الكلتاوية  وذلك بسبب وجود «مدرسة الكلتاوية» فيها، وقد بنيت في العام 787 هجرية (1385م)».

## إنشاء الحي
يعود تاريخه إلى أكثر من 900 عام بدليل وجود بعض الأوابد الأثرية القديمة وفيه مثل مدرسة «بني العجمي» التي يعود تاريخها إلى عام 1198.

## السكان
بلغ عدد السكان 1058 في عام 1922 من الذكور 516 ومن الإناث 542، كلهم مسلمون.
من أهم العائلات التي سكنت الحي عائلة «أحمد أفندي طه زادة» المعروفة بعائلة «الجلبي» كما دُفن في مقبرتها عدد كبير من مشاهير حلب  من أمثال: «محمد بن محمد البلخي» مدرس «المدرسة الأتابكية» (متوفى في 1255م)، و«علي بن خليل قرجا» أمير إمارة «ذي القدر» (متوفي في 1437م)، و«أحمد بن إبراهيم الخلاصي» الطبيب (متوفى في عام 1828م). وقد سُميت المقبرة بمقبرة الأربعين ربما لأنها كانت قريبة من «باب الأربعين» أحد أبواب حلب  المندثرة أو لأن أربعين ولياً دفنوا فيها».

## الإقتصاد
بالنسبة إلى الحياة الاقتصادية فهو بالقرب من أهم الأسواق التجارية في حلب  القديمة. كان لموقع الحي أهمية اقتصادية كبيرة ومازالت بسبب وقوعه على محور «باب الحديد» الذي يؤدي إلى القلعة، بالتالي إلى أسواق المدينة القديمة وهي من أكبر الأسواق التجارية في العالم.

## المعالم والحضارة
حي «الجبيلة» من الأحياء الكبيرة والقديمة في حلب  ويقع على أحد محاور الدخول إلى مركز المدينة وهو يضم عدة أزقة وسوقاً ومركز شرطة عثماني جانب الباب المعروف بباب القناة أو «باب الحديد»، كما توجد فيه أكبر مقبرة. من أكبر وأقدم الأزقة الموجودة في الحي «زقاق الكلتاوية» ويقسم إلى «الكلتاوية الصغرى» و«الكلتاوية الكبرى»، وينسب الزقاق إلى المدرسة الكلتاوية  المشهورة الواقعة بالقرب من «مدرسة ابن العجمي» التي نسبت إلى مؤرخ حلب سبط بن العجمي وقبره فيها ومدرسة «ابن العجمي» أقدم من الكلتاوية  (متوفي في 595 ه‍)، وقد عُرف بجامع «أبي ذر» المؤرخ الحلبي (متوفي في 884).
أبرز قسم في حي «الجبيلة» هو «قبو الأكنجي» أو «قبو المسلاتية» المعروف حالياً بقبو النجارين الذي مازال يحافظ على عمارته وبعض النصوص الكتابية المحفورة على جدرانه، أما مخفر الشرطة فما زال قائماً لحراسة باب المدينة وقد بني في العام /1848/م، وتم ترميمه ليستعمل قصراً لضيافة الدارسين في مدينة حلب من الأجانب».